# Nastri d'argento 1988
Els Nastri d'argento 1988 foren la 43a edició de l'entrega dels premis Nastro d'Argento (Cinta de plata) que va tenir lloc el 1988.

## Guanyadors

### Millor director
- Bernardo Bertolucci - L'últim emperador
- Carlo Verdone - Io e mia sorella
- Federico Fellini - Intervista

### Millor director novell
- Carlo Mazzacurati - Notte italiana
- Giuseppe Piccioni - Il grande Blek
- Daniele Luchetti - Domani accadrà

### Millor productor
- Angelo Barbagallo i Nanni Moretti

### Millor argument original
- Stefano Sudriè i Franco Amurri - Da grande

### Millor guió
- Massimo Troisi i Anna Pavignano - Le vie del Signore sono finite
- Stefano Sudriè i Franco Amurri - Da grande

### Millor actor protagonista
- Marcello Mastroianni - Ulls negres
- Renato Pozzetto - Da grande
- Carlo Verdone - Io e mia sorella

### Millor actriu protagonista
- Ornella Muti - Io e mia sorella
- Stefania Sandrelli - Secondo Ponzio Pilato
- Valeria Golino - Paura e amore

### Millor actriu no protagonista
- Elena Sofia Ricci - Io e mia sorella
- Silvana Mangano - Ulls negres
- Lina Sastri - La posta in gioco

### Millor actor no protagonista
- Enzo Cannavale - 32 dicembre
- Omero Antonutti - Good Morning, Babilònia
- Sergio Castellitto - Paura e amore

### Millor banda sonora
- Ennio Morricone - Els intocables d'Elliot Ness
- Pino Daniele - Le vie del Signore sono finite

### Millor fotografia
- Vittorio Storaro - L'últim emperador

### Millor vestuari
- Lina Nerli Taviani - Good Morning, Babilònia

### Millor escenografia
- Ferdinando Scarfiotti - L'últim emperador

### Millor muntatge
- Gabriella Cristiani - L'últim emperador

### Millor doblatge femení
- Ludovica Modugno – per la veu de Cher a Encís de lluna

### Millor doblatge masculí
- Giuseppe Rinaldi - per la veu de Peter O'Toole a L'últim emperador

### Millor pel·lícula estrangera
- Louis Malle - Au revoir les enfants
- Gabriel Axel - El festí de Babette (Babettes gæstebud)

### Millor actriu estrangera
- Stéphane Audran - El festí de Babette
- Cher - Encís de lluna

### Millor actor estranger
- Michael Douglas - Wall Street
- Bruno Ganz - Der Himmel über Berlin

### Millor curtmetratge
- L'arte del vetro de Luigi Di Gianni

### Millor productor de curtmetratge
- Ferzaco
- Corona Cinematografica